# サン・タンマロ
サン・タンマロ（伊: San Tammaro）は、イタリア共和国カンパニア州カゼルタ県にある、人口約5,700人の基礎自治体（コムーネ）。

## 地理

### 位置・広がり

#### 隣接コムーネ
隣接するコムーネは以下の通り。
- カープア
- カザール・ディ・プリンチペ
- カザルーチェ
- フリニャーノ
- サンタ・マリーア・カープア・ヴェーテレ
- サンタ・マリーア・ラ・フォッサ
- ヴィッラ・ディ・ブリアーノ

### 気候分類・地震分類
サン・タンマロにおけるイタリアの気候分類 (it) および度日は、zona C, 1084 GGである。
また、イタリアの地震リスク階級 (it) では、zona 2 (sismicità media) に分類される。